# 新迪斯科
新迪斯科（英语：Nu-disco）是一種21世紀舞曲音樂，它與對20世纪70年代晚期的迪斯科、重合成器的20世纪80年代歐洲舞曲樣式和20世纪90年代早期的電子舞曲再次興起的興趣相關。這種類別的音樂在21世纪00年代早期盛行，並在21世纪10年代經歷了一定程度的復興。
有幾種語義與新迪斯科這個術語相關。最初的語義是作爲融合了迪斯科元素的浩室音樂（有時被錯誤地稱爲迪斯科浩室），與受迪斯科影響的巴利阿里节拍音樂。其後者又被稱爲巴利阿里群岛节拍復興
新迪斯科經常與其他受迪斯科影響的浩室類音樂混淆，例如法国浩室或迪斯科浩室。前者通常會有各種特別的效果器，例如移相器。與新迪斯科通常依賴的預編曲或原生樂器現場演奏相比，它通常還重度基於採樣來進行音樂製作。另一個關鍵區別在於音樂的結構—新迪斯科通常有一個包含多個分解联奏的典型流行迪斯科或傳統迪斯科音樂的音樂結構，並且通常包含主歌與副歌。而迪斯科浩室則就像大多數浩室音樂一樣，通常在整首曲目中有一個更持續不變的特徵。

## 樂曲特徵

### 鼓點
由於新迪斯科首先是一種舞曲，因此鼓點會是一個基礎部分。它們通常會基於諸如Chic、斯莱奇修女和其他傳統迪斯科作品來製作四人節奏鼓點，並輔以一個有機、歡快的感覺。在有些案例中，製作人會直接使用這些鼓點採樣。

### 原生樂器
即便在許多其他現代樂曲的製作中，合成器音效被重度使用，許多的新迪斯科製作會遵從迪斯科傳統，由吉他或貝斯驅動。

### 合成器
就如其他電子樂一樣，新迪斯科製作人會同時使用數字和模擬合成器來創作旋律和協調的音色，並以此爲他們的作品添加氛圍和色彩。

### 編曲
不乘新迪斯科傳統， 新迪斯科與迪斯科浩室未承現代流行樂的基礎歌曲形式。新迪斯科傾向於效仿先前的其他電子樂編曲形式，並在此之中加入更多冗長、重複的曲段來緩慢地推進副歌並如此淡出，而不是跟隨傳統的主歌-副歌模式。通過使用濾波器、採樣與其他緩慢的在聲音或鼓點中加入的微小變化，原本單調的旋律變得生動起來，並使人們想要持續舞動。

## 引用
1. 1 2   (新闻稿). Beatport. 2008-07-30  [2008-08-08]. （原始内容存档于2008-08-07）. Beatport is launching a new landing page, dedicated solely to the genres of "nu disco" and "indie dance".
2. ↑  . Spin: Digital archives. Spin Magazine. （原始内容存档于16 April 2009）.
3. ↑  . www.prsformusic.com.   [2020-05-13]. （原始内容存档于2023-12-24） （英语）.
4. ↑  Lowrey-Rasmussen, Logan. . relentlessbeats.com. 2016-06-29  [2019-02-20]. （原始内容存档于2023-12-19）.
5. ↑  Hutchinson, Kate. . The Guardian. 9 June 2016  [20 February 2019].
6. ↑  Hervé. . The Guardian. 12 August 2011  [20 February 2019]. （原始内容存档于2022-03-07）.
7. 1 2  Grodzins, Quinn. . EDM Identity. 2017-08-14  [2020-05-13]. （原始内容存档于2023-12-19） （美国英语）.
8. ↑  York, Edward Helmore in New. . the Guardian. 27 April 2013  [2015-12-08]. （原始内容存档于2014-02-13）.

## 外部鏈接
- Nu Disco Documentary pt. 1
- Nu Disco Documentary pt. 2 （页面存档备份，存于）